# Вид вооружённых сил
Вид вооружённых сил (вид ВС) — составная часть вооружённых сил государства, предназначенная для ведения свойственных только ей военных действий в определённой географической области: на суше, море или воздушном пространстве.
|                       |                       |                       |                       |                       |                       |                     |                     |                       |                       | вооружённые силы      |                       |                       |                       |                     |                     |  |  |                     |                     |                     |                     |                     |                     |                     |                     |                     |                     |  |  |  |  |  |  |  |  |  |  |  |  |  |  |  |  |
|                       |                       |                       |                       |                       |                       |                     |                     |                       |                       |                       |                       |                       |                       |                     |                     |  |  |                     |                     |                     |                     |                     |                     |                     |                     |                     |                     |  |  |  |  |  |  |  |  |  |  |  |  |  |  |  |  |
|                       |                       |                       |                       |                       |                       |                     |                     |                       |                       |                       |                       |                       |                       |                     |                     |  |  |                     |                     |                     |                     |                     |                     |                     |                     |                     |                     |  |  |  |  |  |  |  |  |  |  |  |  |  |  |  |  |
|                       |                       | вид вооружённых сил   | вид вооружённых сил   | вид вооружённых сил   | вид вооружённых сил   | вид вооружённых сил | вид вооружённых сил |                       |                       | вид вооружённых сил   | вид вооружённых сил   | вид вооружённых сил   | вид вооружённых сил   | вид вооружённых сил | вид вооружённых сил |  |  | вид вооружённых сил | вид вооружённых сил | вид вооружённых сил | вид вооружённых сил | вид вооружённых сил | вид вооружённых сил |                     |                     |                     |                     |  |  |  |  |  |  |  |  |  |  |  |  |  |  |  |  |
|                       |                       | вид вооружённых сил   | вид вооружённых сил   | вид вооружённых сил   | вид вооружённых сил   | вид вооружённых сил | вид вооружённых сил |                       |                       | вид вооружённых сил   | вид вооружённых сил   | вид вооружённых сил   | вид вооружённых сил   | вид вооружённых сил | вид вооружённых сил |  |  | вид вооружённых сил | вид вооружённых сил | вид вооружённых сил | вид вооружённых сил | вид вооружённых сил | вид вооружённых сил |                     |                     |                     |                     |  |  |  |  |  |  |  |  |  |  |  |  |  |  |  |  |
|                       |                       |                       |                       |                       |                       |                     |                     |                       |                       |                       |                       |                       |                       |                     |                     |  |  |                     |                     |                     |                     |                     |                     |                     |                     |                     |                     |  |  |  |  |  |  |  |  |  |  |  |  |  |  |  |  |
| подчинённый род войск | подчинённый род войск | подчинённый род войск | подчинённый род войск | подчинённый род войск | подчинённый род войск |                     |                     | подчинённый род войск | подчинённый род войск | подчинённый род войск | подчинённый род войск | подчинённый род войск | подчинённый род войск |                     |                     |  |  |                     |                     |                     |                     | отдельный род войск | отдельный род войск | отдельный род войск | отдельный род войск | отдельный род войск | отдельный род войск |  |  |  |  |  |  |  |  |  |  |  |  |  |  |  |  |

## Структура видов вооружённых сил
Все виды вооружённых сил (ВС) состоят из органов управления, родов войск (сил), специальных войск и служб тыла.
Для вида вооружённых сил характерно наличие присущей в основном только ему военной техники, организации войск (сил), системы подготовки, обеспечения, особенности комплектования и несения службы.
Каждый вид вооружённых сил возглавляется лицом с должностью главнокомандующий вида вооружённых сил. Органом управления каждого вида вооружённых сил является главный штаб (главный штаб ВВС, главный штаб ВМС).

## Развитие видов вооружённых сил
Появление новых видов вооружённых сил связано с развитием способов вооружённой борьбы и общим техническим прогрессом.
Создание первых летательных аппаратов, их усовершенствование и поступление на вооружение в вооружённые силы разных государств в начале XX века привело к созданию такого вида вооружённых сил как военно-воздушные силы. В свою очередь противодействие военно-воздушным силам противника привело к созданию войск ПВО, которые к примеру в СССР стали отдельным видом вооружённых сил.
Развитие ракетных носителей ядерного оружия привело к созданию ракетных войск стратегического назначения (РВСН), которые в СССР также стали видом вооружённых сил.

## Виды ВС
В большинстве государств (имеющих выход к морю), вооружённые силы состоят из трёх видов вооружённых сил:
- сухопутные войска (армия) — войска, предназначенные для ведения военных действий преимущественно на суше[4][5].
- военно-морской флот — силы, предназначенные для решения оперативных и стратегических задач на океанских и морских театрах военных действий[6].
- военно-воздушные силы — силы, предназначенные для поражения в воздухе и с воздуха авиационных, морских и сухопутных группировок противника[7][8]

## Особенности видов вооружённых сил по странам
В разных странах существует собственная терминология названия видов вооружённых сил. Во многих государствах военно-морской флот именуется «военно-морскими силами».
В Вооружённых силах США, к примеру, нет аналога РВСН как вида вооружённых сил, а объединение стратегических ракет — 20-я воздушная армия входит в состав военно-воздушных сил.
Кроме СССР и Российской Федерации до 1995 года, войска ПВО страны нигде не являются видом вооружённых сил, а представляют собой род войск, обычно в военно-воздушных силах.
В 2019 году 45-м президентом Америки Дональдом Трампом были учреждены Космические силы США.
В 2015 году в ВС РФ были образованы Воздушно-космические силы, которые предназначены для обеспечения воздушно-космической обороны страны. Образованы путём слияния Военно-воздушных сил и Войск воздушно-космической обороны. Приступили к выполнению поставленных задач с 1 августа 2015 года.